# Currais Novos
Currais Novos est une ville brésilienne du sud de l'État du Rio Grande do Norte.

## Géographie
Currais Novos se situe par une latitude de 06° 15' 39" sud et par une longitude de 36° 30' 54" ouest, à une altitude de 341 mètres.
Sa population était de 42 066 habitants au recensement de 2007. La municipalité s'étend sur 864 km2.
Elle est le principal centre urbain de la microrégion du Seridó oriental, dans la mésorégion du Centre Potiguar.